# Альціон узбережний
Альціо́н узбережний (Todiramphus sordidus) — вид сиворакшоподібних птахів родини рибалочкових (Alcedinidae). Мешкає в Австралії, на Новій Гвінеї та на сусідніх островах. Раніше вважався конспецифічним з білошиїм альціоном.

## Підвиди
Виділяють три підвиди:
- T. s. sordidus (Gould, 1842) — острови Ару, південне узбережжя Нової Гвінеї, острови Торресової протоки, північне і північно-східне узбережжя Австралії;
- T. s. pilbara (Johnstone, RE, 1983) — північно-західне узбережжя Західної Австралії (від затоки Ексмут[en] до річки Де-Грей[en];
- T. s. colcloughi (Mathews, 1916) — узбережжя східного і південно-східного Квінсленду та північно-східного Нового Південного Уельсу.

## Поширення і екологія
Узбережні альціони мешкають в Австралії, Індонезії та Папуа Новій Гвінеї. Вони живуть у вологих рівнинних тропічних лісах, мангрових лісах та на плантаціях.